# Emmering, Fürstenfeldbruck
Emmering là một đô thị ở huyện Fürstenfeldbruck trong bang Bayern nước Đức. Đô thị Emmering, Fürstenfeldbruck có diện tích 10,94 km², dân số thời điểm 31 tháng 12 năm 2006 là 5950 người.